# Vardanashen
Vardanashen (en arménien Վարդանաշեն ; anciennement Chibukhchi) est une communauté rurale du marz d'Armavir, en Arménie. Elle compte 1 220 habitants en 2009.